# Esoterismo occidentale

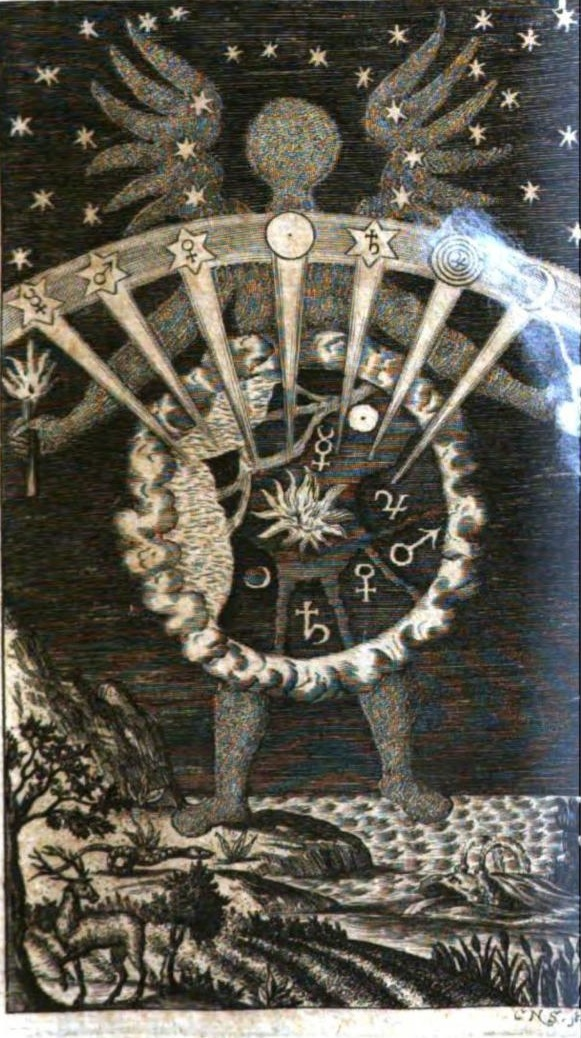
Illustrazione da un'edizione tedesca del Magia Naturalis di Giovanni Battista della Porta (1680), che raffigura la congiunzione tra macrocosmo e microcosmo all'interno di un essere angelico antropomorfo, con i simboli planetari delle sette sfere celesti.

Nell'esoterismo occidentale rientrano le idee e le tradizioni sviluppatesi in maniera specifica nel contesto della civiltà occidentale, appartenenti all'accezione generica di esoterismo (in greco antico:  ἐσώτερος?, esòteros, "interno") termine usato per indicare una dottrina o un insieme di dottrine caratterizzate dalla segretezza e il cui insegnamento era riservato a pochi adepti, a differenza di quello "essoterico" (in greco antico: ἐξωτερος?, exoteròs) a cui tutti potevano accedere.

## Significato e caratteristiche dell'esoterismo
Da fonti posteriori, sembra che il termine esoterico risalga all'abitudine di Aristotele di distinguere le lezioni della mattinata riservate all'insegnamento limitato ai discepoli da quelle del pomeriggio, dedicate al pubblico, chiamate essoteriche.
Alla fine sarà Clemente d'Alessandria negli Stromata a separare il termine esoterico (che ora si sostituisce ad acromatico) da essoterico.
Altri riferimenti si trovano nei Philosophoumena di Ippolito di Roma, oltre che in Giamblico, secondo cui i discepoli di Pitagora erano divisi in due categorie, gli essoterici e appunto gli esoterici.
Si attribuisce infatti a Pitagora la prima distinzione di cui si abbia testimonianza, tra una cerchia più esteriore dei suoi discepoli, detta degli acusmatici («ascoltatori»), che potevano solo udire in silenzio le lezioni del maestro, e quella dei matematikòi, ammessi alla cerchia più ristretta, perciò denominati da Ippolito «esoterici».
In età moderna il sostantivo "esoterismo", nella sua forma francese ésotérisme, è stato usato nel 1828, da Jacques Matter che riprende la critica illuministica verso la religione istituzionalizzata, quando gruppi religiosi alternativi cominciarono a dissociarsi dal cristianesimo dominante in Europa occidentale. 
Il termine è stato poi reso popolare dall'occultista francese, e mago cerimoniale, Eliphas Lévi (1810–1875) che nel 1850 ha anche introdotto il termine occultismo, che è stato spesso usato come sinonimo di esoterismo.

### La segretezza e la gerarchia

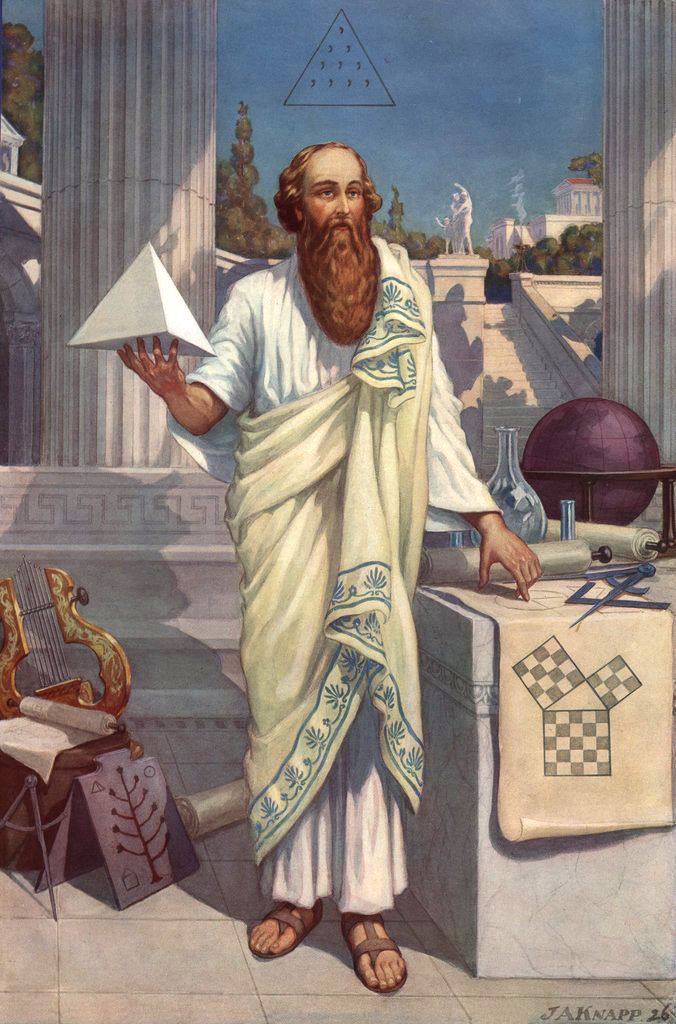
Pitagora, capostipite della numerologia occidentale, raffigurato da John Augustus Knapp.

La segretezza può essere assunta come elemento fondamentale delle dottrine esoteriche.
Risalgono sempre a Pitagora le testimonianze di una sua imposizione dell'obbligo di mantenere il segreto, fatta ai suoi allievi.
Tale segretezza può essere intesa con un duplice significato:
- in riferimento a un segreto insito nei meccanismi dell'universo, che resta impenetrabile a chi non venga «iniziato» alla sua conoscenza tramite opportuna preparazione;
- come un segreto riguardante anche lo stesso patto che lega gli iniziati tra loro, vincolati a non diffonderlo ai profani o a quanti non ne facciano parte.

L'organizzazione di un gruppo esoterico si basava pertanto su una netta demarcazione tra la dimensione del sacro, a cui solo gli adepti venivano ammessi, e quella del profano. Si veniva così a creare una struttura gerarchica costituita da gradi via via superiori di conoscenza, corrispondenti ai livelli ontologici della natura.
In questo senso l'esoterismo si potrebbe differenziare dal mero occultismo, i cui operatori, agendo al di fuori di gerarchie e tradizioni, potrebbero con particolari tecniche accedere ai segreti ai quali invece gli aderenti di una setta sono tenuti.

### Il problema delle definizioni
Sebbene vi confluiscano numerosi elementi della tradizione di pensiero antica, risalenti ai misteri greco-romani, il concetto di «esoterismo occidentale» è una moderna categoria di pensiero accademica, presa in considerazione nel tardo XVIII secolo, con cui gli studiosi hanno iniziato a identificare le «somiglianze strutturali» tra «le idee e le visioni del mondo di una grande varietà di pensatori e movimenti», che prima di allora non erano stati collocati nello stesso raggruppamento.
Secondo lo studioso di esoterismo Wouter J. Hanegraaff, il termine ha fornito un'«etichetta generica utile» per «un grande e diversificato gruppo di fenomeni che erano stati a lungo percepiti meramente come possessori di una certa aria di famiglia».

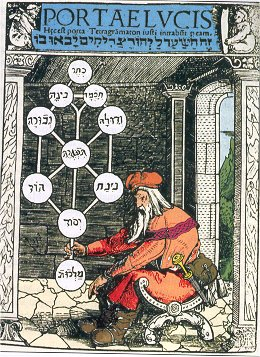
L'albero della vita come è rappresentato nella Cabala ebraica, contenente le Sephirot.

Nel 1992 Antoine Faivre propose la prima definizione storico-religiosa della nozione di esoterismo 
Secondo Faivre, il quale metodologicamente circoscrive la sua analisi all'ambito delle correnti moderne e contemporanee dell'Occidente, è esoterica ogni dottrina o forma di pensiero che si basi sui quattro principi seguenti: 
1. l'esistenza di una corrispondenza analogica tra macrocosmo e microcosmo (l'universo e l'essere umano sono l'uno il riflesso dell'altro);
2. l'idea di una natura viva, animata e senziente;
3. la nozione di una gerarchia di esseri angelici (o comunque spirituali), mediatori tra l'uomo e Dio, ovvero di una serie di livelli cosmici intermedi tra la materia e lo spirito puro;
4. il principio della trasmutazione interiore.

A questi quattro principi fondamentali vanno aggiunti i due seguenti, considerati complementari:
5. la pratica della confluenza delle fonti dottrinali in un principio unificatore, sotteso a tutte le religioni ed i credi.
6. il principio della trasmissione iniziatica.
È evidente che a tali criteri corrispondono le maggiori espressioni di quello che comunemente viene chiamato «esoterismo occidentale», quali l'alchimia, la cabala, l'ermetismo, la teosofia. 

#### Natura occidentale dell'esoterismo
Antoine Faivre ha inoltre osservato che mai è accaduto che un termine preciso come esoterismo abbia iniziato a straripare da tutti i lati, sicché con un giudizio condiviso da Karen-Claire Voss, si può affermare che l'esoterismo occidentale è costituito da «un vasto spettro di autori, tendenze, opere di filosofia, religione, arte, letteratura e musica».

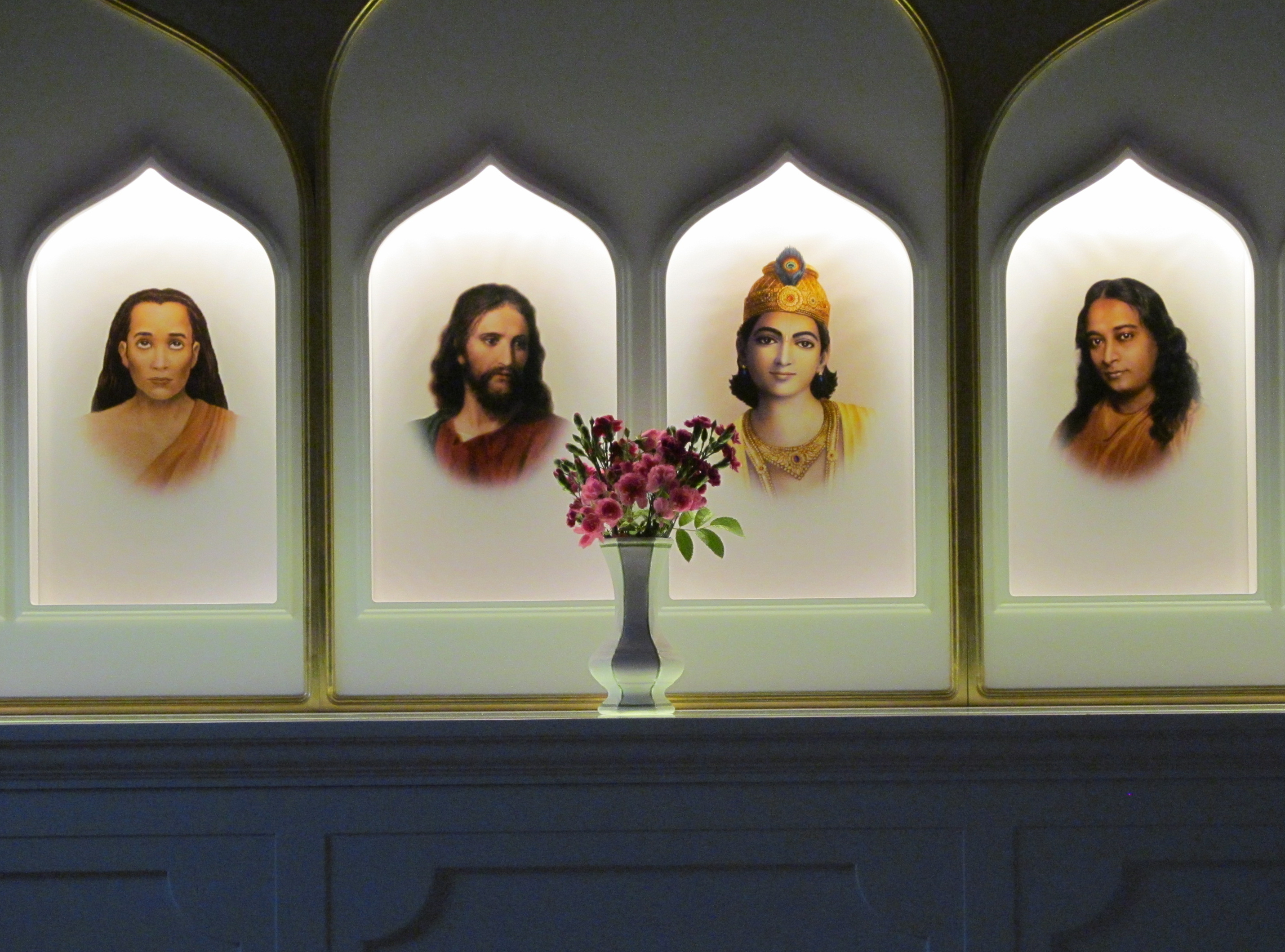
Altare della Self-Realization Fellowship che coniuga induismo e cristianesimo, ulteriore esempio di influsso orientale sull'esoterismo occidentale.

Vari studiosi hanno sottolineato l'idea che l'esoterismo sarebbe un fenomeno relativo al solo mondo occidentale; come Faivre ha dichiarato, una «prospettiva empirica» porterebbe a sostenere che «l'esoterismo è un concetto occidentale». Studiosi come Faivre e Hanegraaff hanno sottolineato che non esiste una categoria, paragonabile, di «esoterismo orientale». Hanegraaff ha caratterizzato questi approcci come «visioni del mondo ed approcci alla conoscenza riconoscibili, per i loro tratti comuni, che hanno svolto un ruolo importante, anche se controverso, nella storia della cultura occidentale». 
Lo storico delle religioni Henrik Bogdan ha affermato che l'esoterismo occidentale costituisce «un terzo pilastro della cultura occidentale» a fianco della «fede dottrinale e razionale», considerata eretica dalla prima e irrazionale da parte della seconda. D'altra parte gli studiosi riconoscono che le varie tradizioni non occidentali hanno esercitato «una profonda influenza» sull'esoterismo occidentale, citando l'esempio di spicco della costituzione della Società Teosofica attraverso l'inclusione di concetti indù e buddisti nelle sue dottrine. Alla luce di queste influenze e data l'imprecisione del termine «occidentale», lo studioso di esoterismo Kennet Granholm ha sostenuto che gli accademici dovrebbero smettere di riferirsi all'«esoterismo occidentale» e dovrebbero usare il termine «esoterismo», come descrittore di questo fenomeno.
Vi è un ampio consenso tra gli studiosi su quali correnti di pensiero possono essere inserite all'interno della categoria dell'«esoterismo», che vanno dall'antico gnosticismo e ermetismo, attraverso i Rosacroce e la Kabbalah, e al fenomeno più recente del movimento New Age. Quello di «esoterismo» rimane tuttavia un termine controverso, con studiosi in disaccordo su come dovrebbe essere definito.

## Storia dell'esoterismo occidentale
L'esoterismo sviluppatosi all'interno della società occidentale ha pervaso varie forme della filosofia, la religione, la pedagogia, la scienza, l'arte, la letteratura e la musica, talora influenzando le idee e la cultura di massa.
La definizione di «esoterismo occidentale» è stata discussa da vari studiosi che hanno avanzato diverse proposte tra le quali si è affermata quella che identifica nell'esoterismo un complesso di dottrine segrete caratterizzate da quella che è stata definita come una «filosofia perenne».
Una seconda prospettiva sostiene che si tratti di una visione «incantata» del mondo, che segna un ritorno a concezioni pre-cartesiane, anteriori al positivismo scientifico, contrapponendosi al crescente disincanto materialista legato anche alla fede scientista.
In tal senso, l'esoterismo intende evidenziare come esistano ampi settori della realtà che sfuggono all'indagine meramente empirica e strumentale, il cui fallimento soprattutto nell'ambito delle scienze sociali e della psicanalisi porti a confermare la validità del detto socratico «so di non sapere».
Un terzo punto di vista, sostenuto da Wouter Hanegraaff, vede nell'«esoterismo occidentale» una categoria che comprende tutta la conoscenza nascosta e rifiutata dalla comunità scientifica e dall'ortodossia religiosa.

### Ermetismo, gnosticismo e neoplatonismo

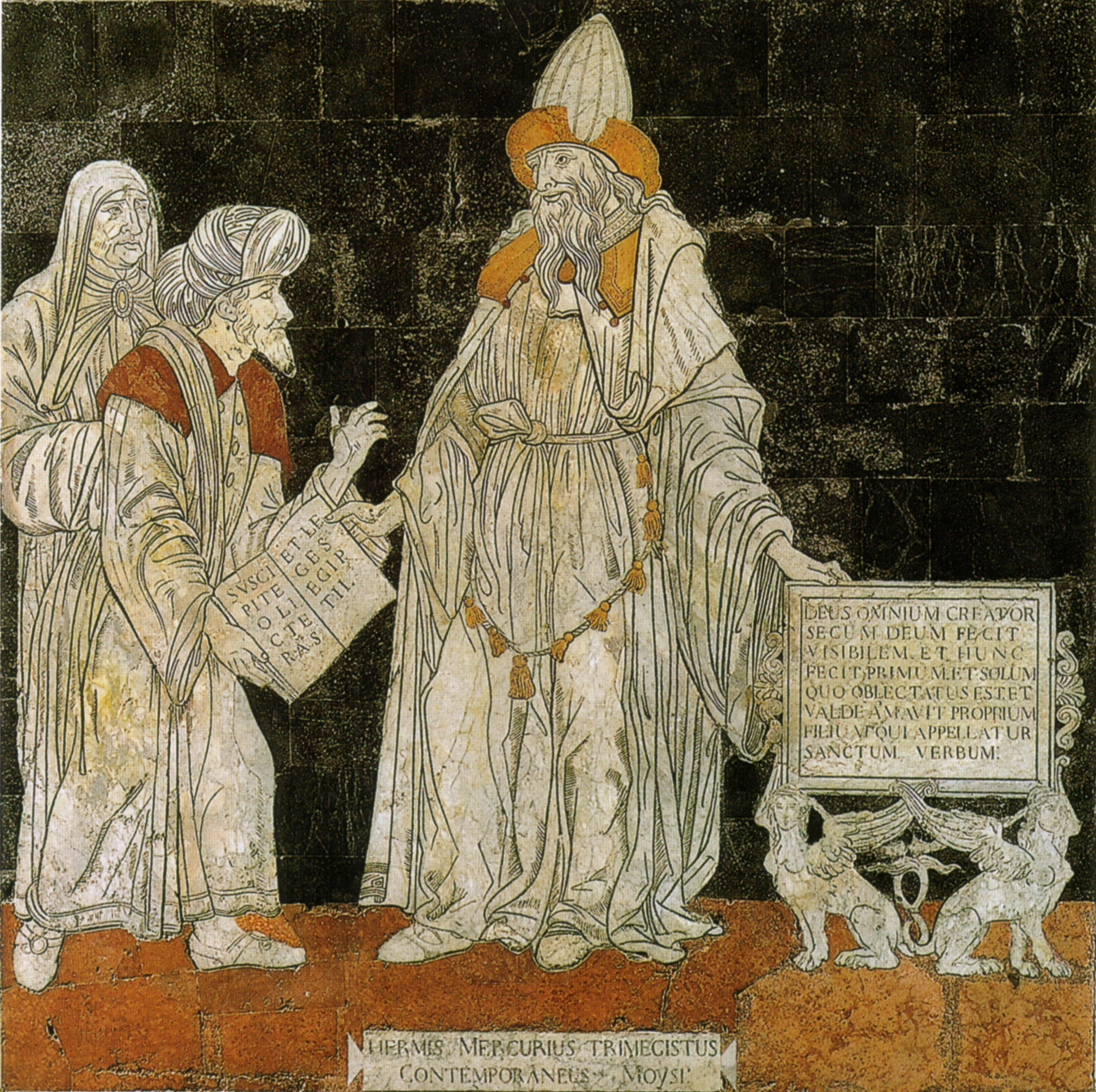
Ermete Trismegisto, venerato come maestro di sapienza e ritenuto l'autore del Corpus hermeticum.

Prescindendo dalla diffusione nella Grecia arcaica dei culti misterici, soprattutto orfici ed eleusini, collegati alla nascita della filosofia greca, le prime tradizioni classificabili come forme di esoterismo occidentale sono emerse nel Mediterraneo orientale durante la tarda antichità. Qui, coltivando arti come la teurgia e la telestiké, ermetismo, gnosticismo e neoplatonismo si svilupparono come scuole di pensiero distinte, tra le correnti principali del cristianesimo.
Discussa è la presenza nei primordi di questa stessa religione, diffusasi in concorrenza al mitraismo, di una tradizione orale (detta disciplina arcani) che contenesse un nucleo esoterico di dogmi e contenuti segreti, di cui in ogni caso si persero le tracce, mentre in sua vece si svilupparono le varie forme del misticismo cristiano, delle quali uno dei primi esempi fu Dionigi l'Aeropagita, autore dell'arcano De coelesti hierarchia, un trattato di angelologia di natura cosmologica oltre che spirituale, destinato a notevole fortuna.

### Medioevo e Rinascimento
Fino al Medioevo, secondo Guénon, non si sarebbe ancora giunti ad una netta frattura tra la religiosità pubblica istituzionalizzata, e le componenti più esoteriche del cristianesimo, nelle quali egli annovera il fenomeno degli Ordini religiosi cavallereschi come quello dei Templari, la confraternita dei Fedeli d'Amore di cui avrebbe fatto parte Dante Alighieri, e la letteratura del Graal associata al ciclo arturiano. Egli vi esclude invece, a differenza di altri, le eresie medievali del Duecento come quella dei Catari.
Negli stessi ambienti del clero, a seguito degli influssi arabi, venivano peraltro coltivati interessi per l'alchimia, seppure sempre meno tollerati, ad esempio nella scuola francescana e in particolare da Ruggero Bacone. Altrettanta fortuna ebbero la diffusione dei grimori, e l'ars magna di Raimondo Lullo.

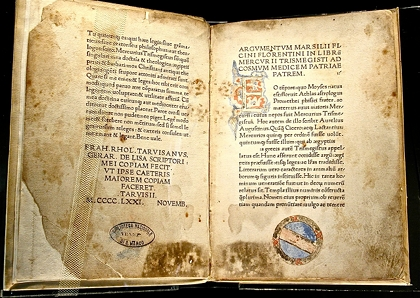
Prima edizione del Corpus Hermeticum tradotta e pubblicata da Marsilio Ficino nel 1471

Nel Rinascimento crebbe l'interesse verso molte delle dottrine misteriche del periodo classico antico. Diversi intellettuali, spesso riuniti nell'Accademia neoplatonica rifondata da Cosimo de' Medici, come Marsilio Ficino, Pico della Mirandola, Leonardo da Vinci, Agrippa von Nettesheim, Johannes Reuchlin, animati dalla riscoperta del Corpus Hermeticum e degli Oracoli caldaici, dei testi platonici, dell'antico Egitto, del neopitagorismo, dell'alchimia e dell'astrologia occidentale, cercarono di coniugare le filosofie "pagane" con la Cabala e la filosofia cristiane, con l'intento di far rivivere quella prisca theologia («teologia primordiale») ritenuta sottesa a tutte le religioni e le tradizioni sapienziali dell'umanità.
Riferimenti ermetici si ritrovano nei dipinti di numerosi artisti come Botticelli, Michelangelo, Della Robbia, Raffaello, Lotto, Dürer, Giorgione, Parmigianino, Bosch, Pollaiolo, Signorelli, Tiziano, Guercino, Bernini, ecc.
Altri apporti, miranti in particolare a cercare di legittimare filosoficamente l'uso della magia naturale, anche a fini operativi e taumaturgici, vennero da Paracelso, Giambattista della Porta, Girolamo Cardano, Oswald Croll, Giordano Bruno, Campanella ed altri, ma in un contesto reso più ostile dall'operato dell'inquisizione ecclesiastica.
Risale inoltre all'età rinascimentale la diffusione dell'uso dei Tarocchi presso le corti delle signorie italiane, e successivamente d'Europa, portando allo sviluppo della cartomanzia.

### Età moderna

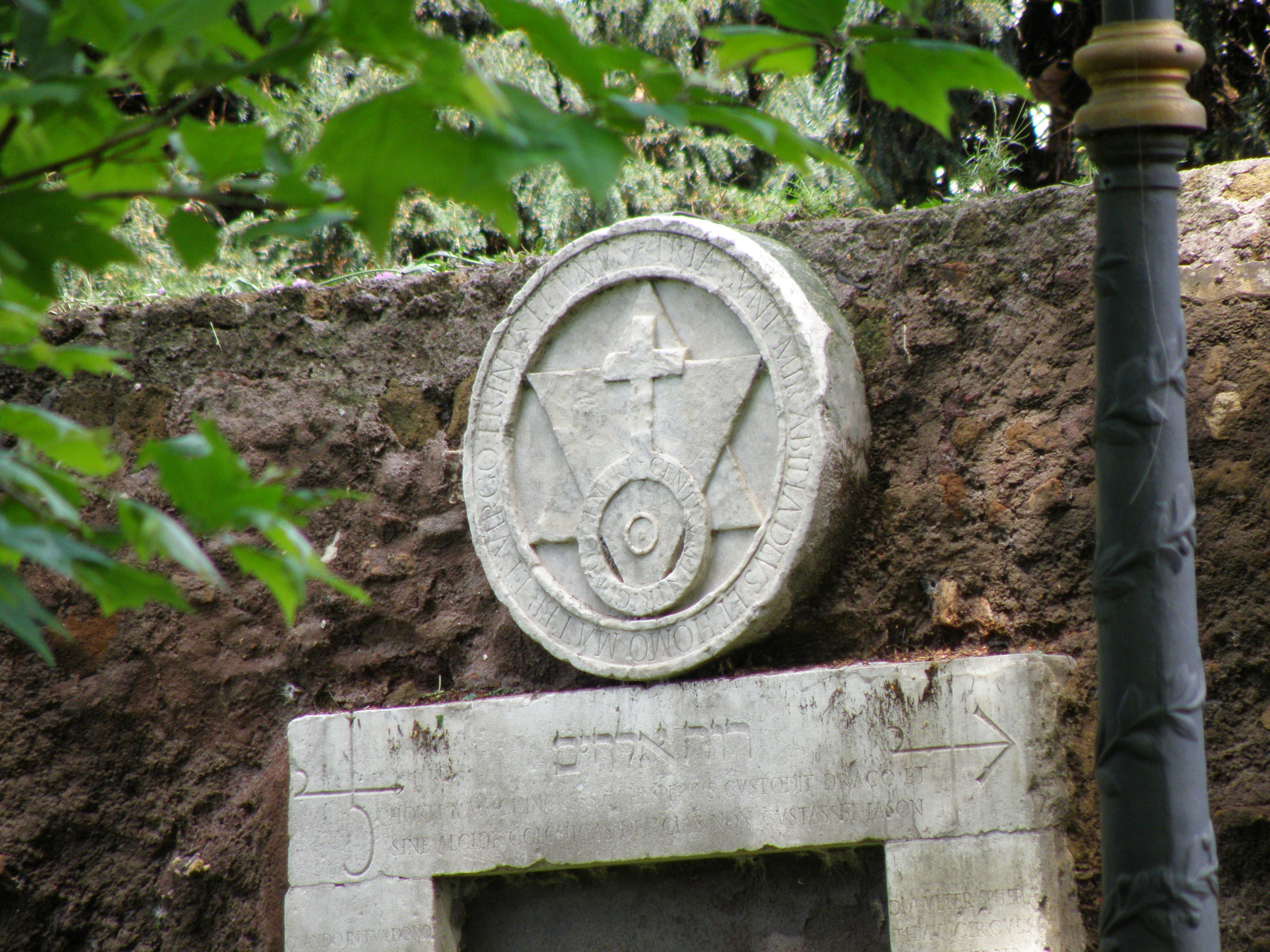
Simboli rosacrociani sul frontone della Porta Magica a Roma, analoghi alle figure alchemiche in un trattato di Madatanus.

Tra i frutti della stagione rinascimentale vi fu l'emergere di nuovi movimenti esoterici come la teosofia cristiana, da parte soprattutto di Jacob Bohme (1575–1624) e seguaci come Gichtel, mentre la ricerca di significati arcani nei geroglifici egizi fu portata avanti da Athanasius Kircher (1602–1680).
La pubblicazione di tre anonimi opuscoli in Germania tra il 1614 e il 1616, ad opera di Johannes Valentinus Andreae, portò inoltre alla conoscenza di un leggendario ordine fondato da Cristiano Rosacroce, dal quale esso prese il nome, che si proponeva di rinnovare l'approccio alla spiritualità cristiana dinnanzi alle sfide del nascente materialismo scientifico. La presenza di interessi ermetici è documentata peraltro anche in scienziati come Newton.
Contrapponendosi all'ordine dei Gesuiti, presero le difese di questi opuscoli alcuni esponenti della medicina paracelsiana come Fludd, Maier, Vaughan. Altre personalità di cui si presume un collegamento con la cultura rosacrociana furono John Dee, Federico Gualdi e gli alchimisti del cenacolo romano di Palazzo Riario, il Conte di Saint-Germain, Giacomo Casanova, Cagliostro.

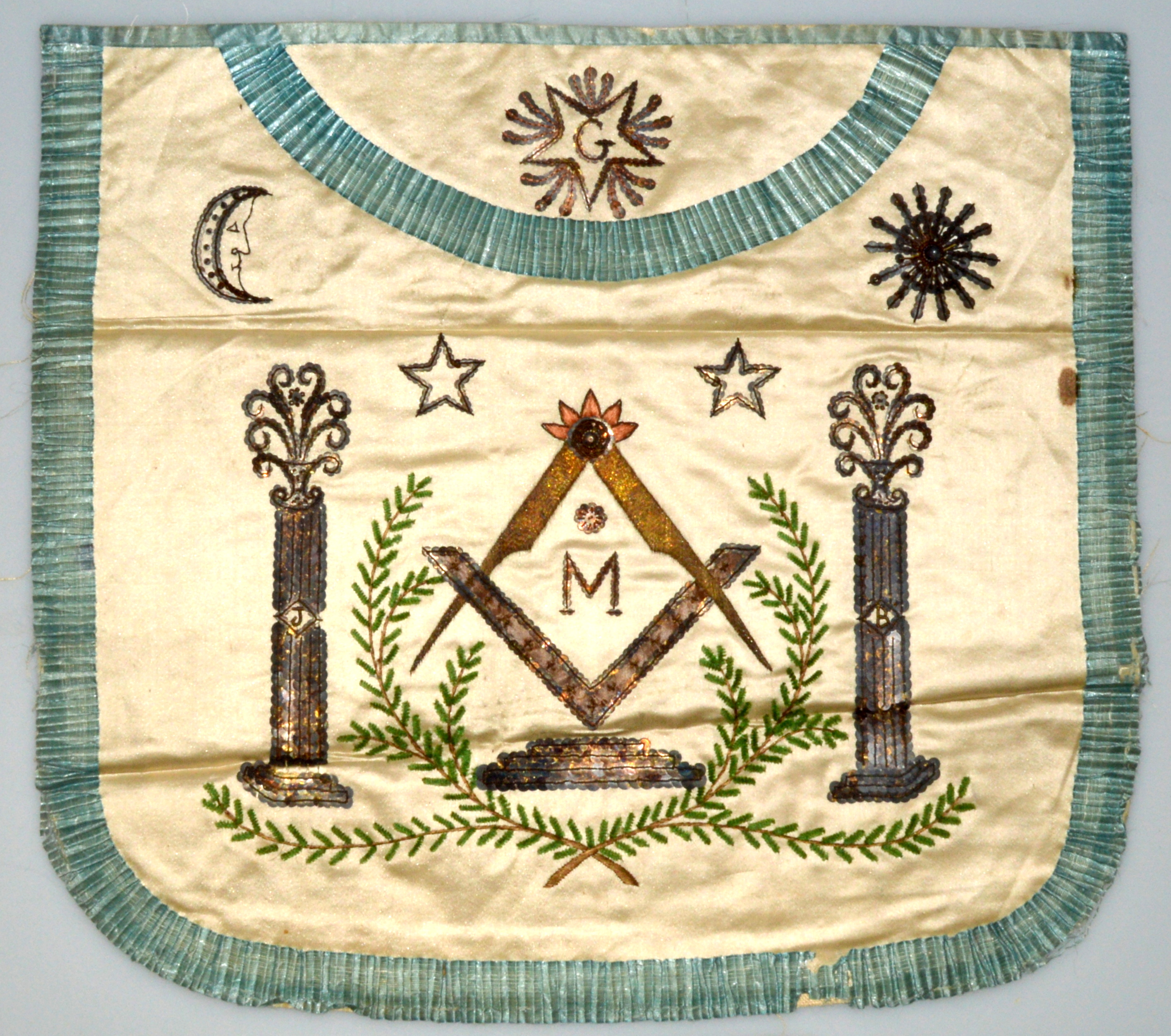
Simbologie massoniche su un grembiule rituale, tra cui le colonne Boaz e Yakin, le lettere G ed M, la squadra e compasso.

Dopo il Rosacrocianesimo, il XVIII secolo vide lo sviluppo della Massoneria, società iniziatica nata ufficialmente in Scozia nel 1717 dalla trasformazione delle corporazioni medievali dei costruttori, mentre nell'età dei lumi sorsero nuove forme di esoterismo e di associazioni, come gli Illuminati di Baviera.
Uno degli esoteristi più noti di questo periodo fu il naturalista svedese Emanuel Swedenborg (1688–1772), che tentò di conciliare scienza e religione, reagendo a un contesto di crescente secolarizzazione e predominio della razionalità all'interno dei circoli intellettuali europei. Analogamente Goethe, contrapponendosi ad un approccio meramente meccanico e quantitativo, inaugurò uno studio della natura basato sulla sua scienza fenomenologica.
Il XIX secolo ha visto l'emergere di nuove tendenze dell'esoterismo, denominate esplicitamente come occultiste, che seppure ormai estranee alla religiosità istituzionale, cercavano di preservarne il nucleo accogliendo al contempo l'emergente mentalità scientifica, come nel «nuovo Pensiero». In Francia ad esempio, in seguito allo sconvolgimento sociale della Rivoluzione del 1789, emersero varie figure fortemente influenzate dal cattolicesimo tradizionale, le più notevoli delle quali furono Éliphas Lévi (1810–1875, autore di Dogma e Rituale dell'Alta Magia) e Papus (1865–1916).

Un convegno di praticanti dello spiritismo.

Al medico tedesco Anton Mesmer (1734–1814) si deve invece lo sviluppo della teoria del magnetismo animale, o mesmerismo, che inducendo stati sonnambolici di trance e visioni, influenzò profondamente le pratiche dello spiritismo, sorto a metà del'Ottocento e diffusosi in tutto il Nord America e in Europa, per cercare di comunicare con defunti ed esseri spirituali, le cui basi teoriche furono articolate da Andrew Jackson Davis (1826–1910) e Allan Kardec (1804–1869).
Influenzato da Mesmer fu anche Karl Reichenbach (1788–1869), teorizzatore della forza odica, una sorta di energia vitale emanata come un'aura da tutti gli esseri viventi.

### Teosofia e antroposofia

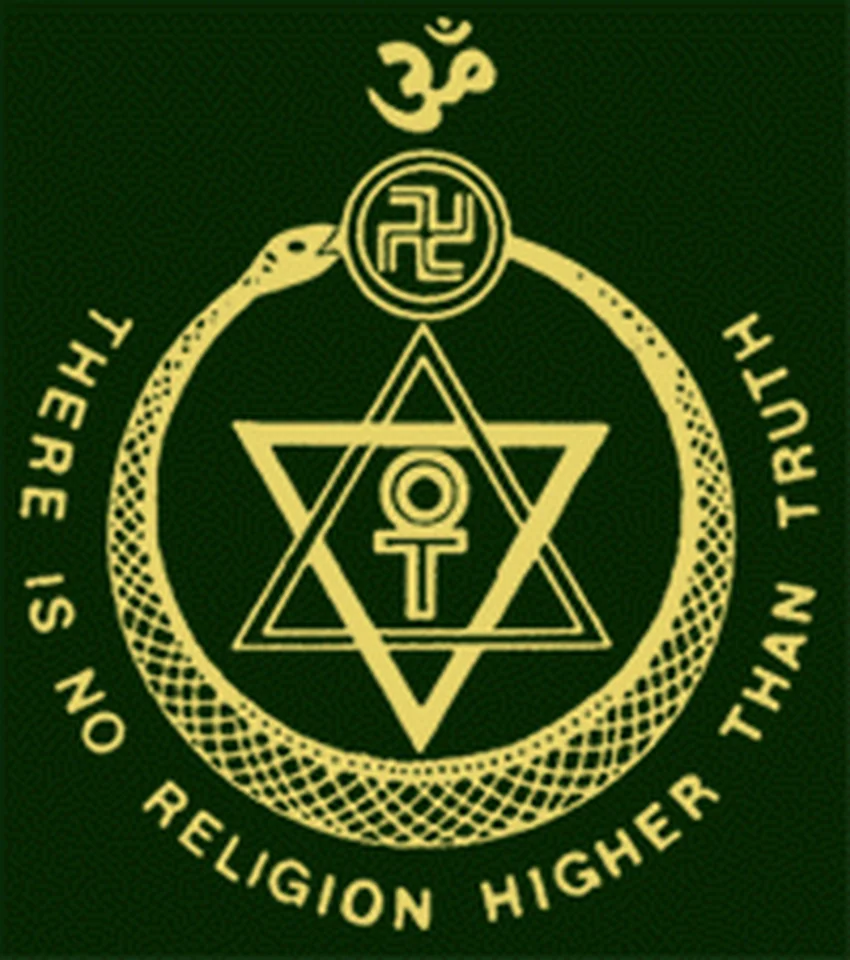
Emblema della Società Teosofica, col motto «non c'è religione più alta della verità».

Con la nascita della Società Teosofica nel 1875 ad opera della russa Helena Petrovna Blavatsky, la storia dell'esoterismo conobbe un impulso significativo verso una propria affermazione come dottrina metafisica autonoma, col proposito di «riconciliare tutte le religioni, sette e nazioni in un sistema comune di etica, basato su verità eterne».
Nata come un progetto ispirato da una gerarchia segreta dei cosiddetti «Maestri dell'Antica Sapienza» o Mahatma, questa nuova teosofia intendeva riportare in auge la saggezza divina insegnata nelle scuole misteriche del passato, oltre a rendere note, tramite opere come Iside svelata e La dottrina segreta, le trame occulte dell'evoluzione dell'umanità, inserita in quella complessiva del cosmo, attingendo molte delle sue nozioni dalle filosofie dell'Oriente, in particolare dell'India, in cui peraltro stabilì la sua sede.
Altri membri di spicco della Società Teosofica, come Annie Besant, William Quan Judge, Alfred Percy Sinnett, Franz Hartmann, Charles Webster Leadbeater, contribuirono a diffondere in Occidente concetti della terminologia buddista e induista riguardanti il sistema dei chakra e dei nadi, l'energia kundalini, il terzo occhio, i corpi sottili, la cronaca dell'akasha, i cicli cosmici e i continenti perduti, i piani di esistenza dopo la morte, ecc.

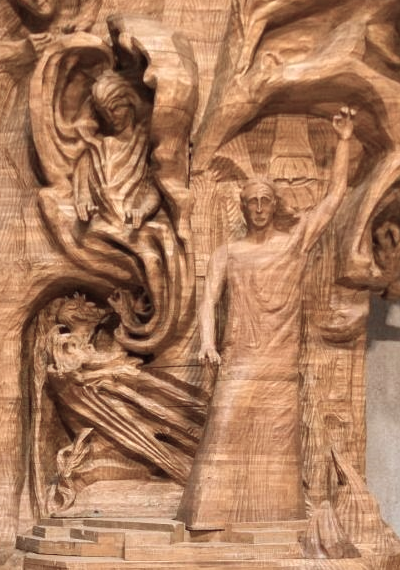
Scultura simbolo dell'antroposofia, che ha introdotto due princìpi del male contrapposti, Lucifero e Arimane, mediati centralmente dal Cristo.

L'austriaco Rudolf Steiner, anch'egli membro della Società, ne uscì tuttavia nel 1913, prediligendo un approccio basato sul cristianesimo europeo anziché sulle commistioni orientali, andando a fondare la Società antroposofica, quale esito di un dibattito volto a riscoprire le radici dell'esoterismo occidentale, soprattutto rosacrociano, pur apportandovi elementi innovativi come la nozione della reincarnazione, e di due principi del male contrapposti.
(Edoardo Schuré)
La dottrina antroposofica si prefiggeva così l'iniziazione alle dimensioni occulte da indagare col rigore un'autentica «scienza spirituale», secondo un approccio razionale ritenuto più idoneo al mondo occidentale, adottando in particolare il metodo scientifico goethiano. La concezione evolutiva dell'uomo come essere in divenire, proiettato verso una sempre maggiore autonomia, portava inoltre Steiner a enfatizzare la libertà umana, che è anche «libertà dalle macchinazioni delle logge occulte o della gerarchia mahatma».

### Altri movimenti esoterici del Novecento

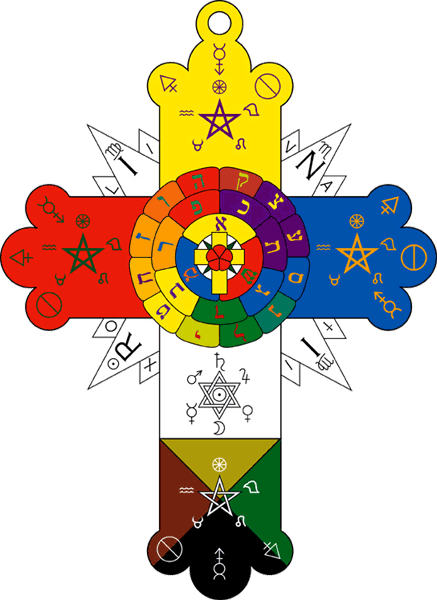
Emblema della Golden Dawn, basata sui simboli rosacrociani della Rosa Rossa e della Croce d'Oro.

Nell'ottica di una divulgazione degli antichi insegnamenti occulti adattati alla mentalità odierna, l'esoterista danese Max Heindel fondò in California nel 1909 la Rosicrucian Fellowship, la cui pietra miliare era La cosmogonia dei Rosacroce.
In Inghilterra intanto, sul finire dell'Ottocento era stato fondato l'Ordine Ermetico della Golden Dawn, o dell'Alba Dorata, un sistema magico basato sulla Cabbala, che indusse altre personalità a creare le proprie organizzazioni segrete. Tra questi Aleister Crowley (1875-1947) se ne distaccherà per fondare l'Ordo Templi Orientis (OTO), imperniato sulla Thelema, una «religione magica» che prevedeva riti di magia sessuale, con sede in Sicilia nell'omonima abbazia.
Altri sistemi occulti trovarono crescente popolarità all'inizio del Novecento tra gli intellettuali europei, che avevano in gran parte abbandonato gli aspetti tradizionali del cristianesimo, soprattutto in Germania ed Austria negli anni del disordine tra le due guerre. Qui Theodor Reuss contribuì a diffondere i rituali dell'OTO, mentre esoteristi come Guido von List e Josef Lanz furono gli ispiratori di un neopaganesimo basato sul wotanismo che portò alla nascita della Società Thule e dell'ariosofia.
Nuovi influssi sull'esoterismo occidentale vennero nel frattempo da scuole di pensiero che non implicavano il ricorso a magie cerimoniali in senso stretto, come quella dell'insegnante greco-armeno George Gurdjieff (1866-1949) e del suo allievo russo P.D. Ouspenskij (1878–1947), mirante piuttosto a un lavoro di miglioramento personale chiamato «Quarta Via».
Un esame critico dei movimenti occultisti e teosofici venne invece dalla corrente perennialista, facente capo principalmente a René Guénon (1886–1951), che tendeva a riscoprire l'autenticità di una Saggezza o Tradizione primordiale di natura metafisica, di provenienza non umana, andata smarrita per il carattere degenerativo attribuito alla storia umana, ma la cui purezza si sarebbe perpetuata solo nelle poche «forme tradizionali» rimaste, ossia in quelle istituzioni spirituali o religiose derivanti da una regolare catena di trasmissione iniziatica.
In Italia, che aveva visto la fondazione della Fratellanza di Myriam da parte di Giuliano Kremmerz (1861–1930), si produsse similmente un anelito a riscoprire le fonti della tradizione esoterica, soprattutto romana e pitagorica, che fu ad esempio nei propositi della Schola Italica di Amedeo Rocco Armentano (1886–1966). Il principale esponente del perennialismo, Julius Evola (1898–1974), fondò inoltre insieme al matematico Arturo Reghini il Gruppo di UR, attivo tra il 1927 e il 1929, per rivitalizzare l'influsso dei misteri pagani, sebbene vi confluissero anche esponenti dell'antroposofia come Giovanni Colazza e Massimo Scaligero.
In questo periodo si intensificarono anche i profondi intrecci tra letteratura ed esoterismo, rinvenibili ad esempio in autori come Balzac, Novalis, Pirandello, D'Annunzio, Pascoli, i futuristi, Dion Fortune, Consolo, ecc.

### Ultimi sviluppi

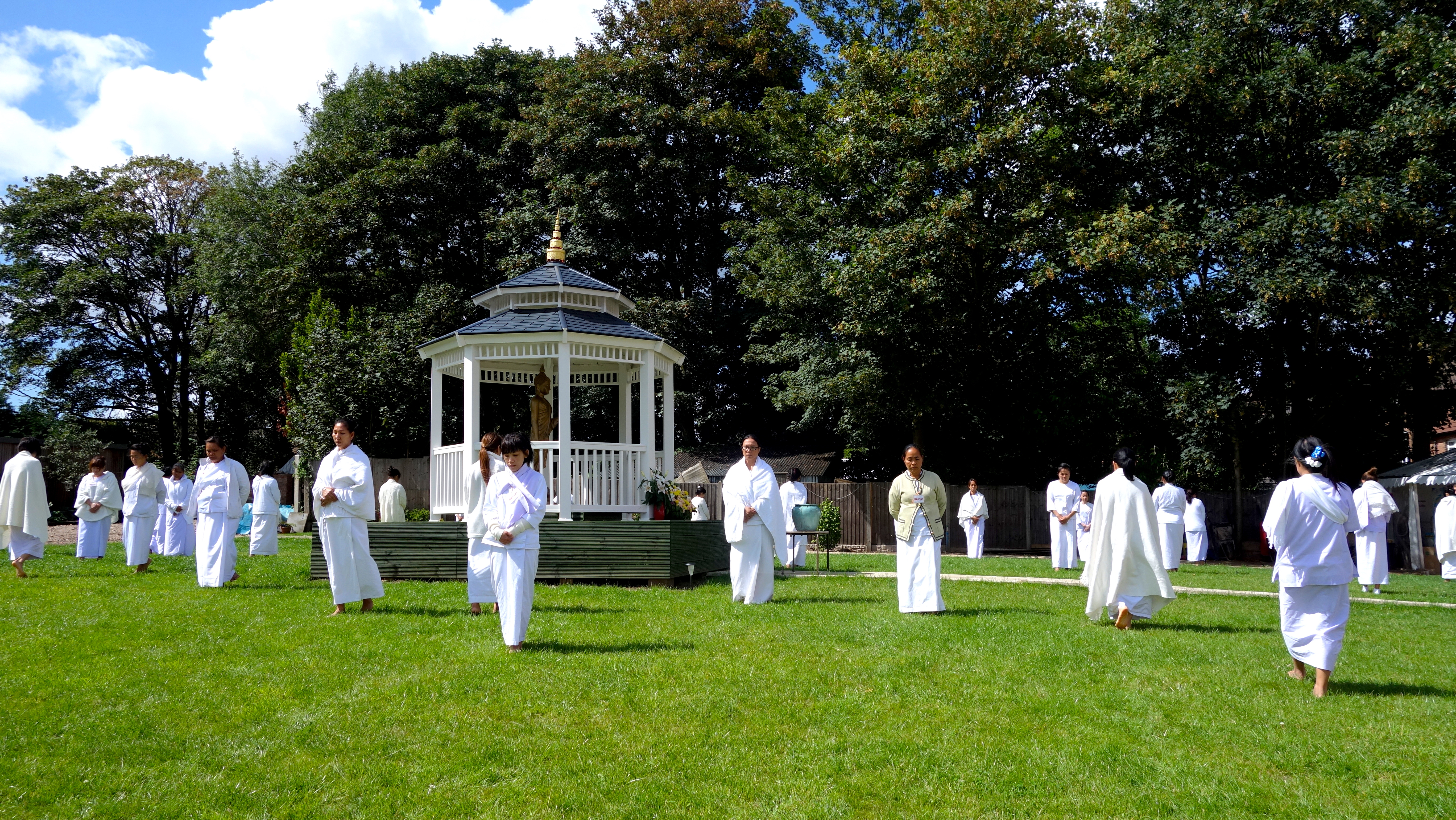
Gruppi new age in meditazione.

Tra gli ultimi sviluppi dell'esoterismo occidentale si inseriscono le opere della britannica Alice Bailey (1880–1949), principale erede della teosofia, che aveva fondato nel 1922 a New York la Lucis Trust, con l'intento di riunire tutte le religioni in una sintesi universale che dovrebbe preparare il terreno alla prossima Era dell'Aquario, detta perciò «nuova era», e alla seconda venuta di Cristo: questo passaggio epocale sarebbe guidato da una cerchia di adepti galattici componenti la cosiddetta «Fratellanza Bianca» che risiderebbero in forme non visibili in vari luoghi della Terra.
Sempre dalle concezioni teosofiche nacque invece in Italia l'archeosofia, ad opera di Tommaso Palamidessi (1915–1983), orientata in senso cristiano.
Nel generale sincretismo o fusione di diverse tradizioni provenienti da più parti del mondo, particolare influsso ha esercitato sull'esoterismo occidentale la dottrina indiana di origine bengalese di Paramahansa Yogananda (1893–1952), fondatore a Los Angeles della Self-Realization Fellowship, e divulgatore della tecnica del kriya yoga, il cui maestro Sri Yukteswar era stato a sua volta membro della Società Teosofica.
Di derivazione orientale è anche il sahaja yoga diffuso a partire dal 1970 da Shri Mataji Nirmala Devi (1923–2011).

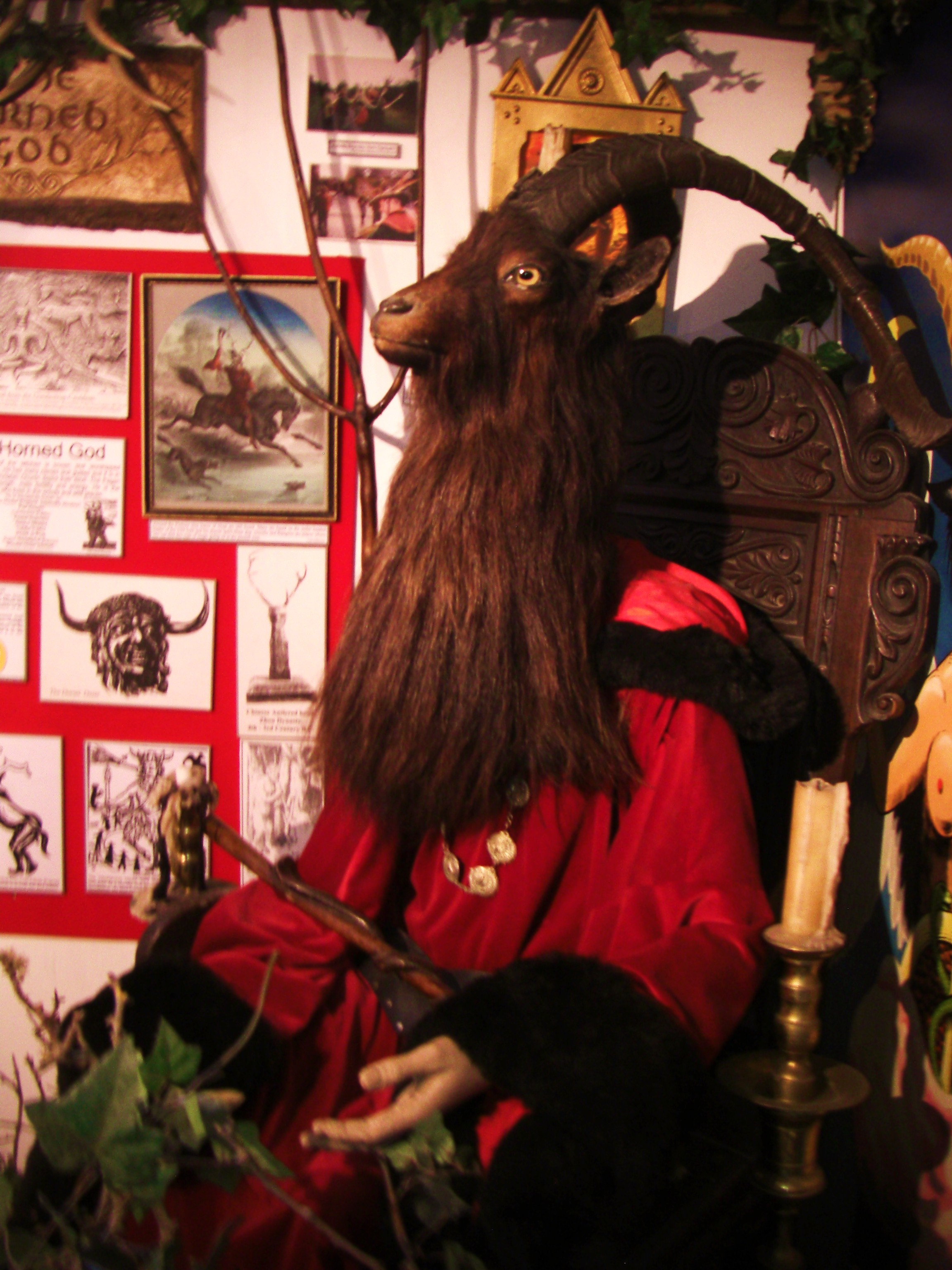
Scultura di idolo wicca al Museo della Stregoneria a Boscastle (Cornovaglia)

Altri sviluppi si sono avuti all'interno del neopaganesimo, che comprende movimenti come la Wicca e la nuova stregoneria. Concezioni esoteriche sono state sempre più associate alla controcultura degli anni 60, i cui aderenti si ritenevano partecipi di un'imminente rivoluzione spirituale.
Negli anni 70 e 80 queste correnti millenaristiche divennero ampiamente conosciute ed etichettate come fenomeno new age, esponendosi alle critiche per la crescente commercializzazione da parte di imprenditori che ne sfruttavano il mercato ideologico.
Di contro, sono emerse nuove forme di pensiero esoterico, soprattutto nei racconti dell'antropologo Carlos Castaneda (1925–1998) sulle proprie esperienze con lo sciamanesimo mesoamericano, che conservavano un sentimento anticommerciale e controculturale, e sono andate a ispirare il movimento tecno-sciamanico promosso da figure come Terence McKenna e Daniel Pinchbeck.
Numerosi altri gruppi e tendenze, come ad esempio scientology, vengono inclusi tra le religioni e i movimenti «del potenziale umano», oppure catalogati nel cosiddetto «next age», e vi si possono trovare apporti di medicina alternativa, antropologia, ecologismo, parapsicologia, neognosticismo, e persino concezioni come quella paleoastronautica e parafisica aperte a dottrine ufologiche.
L'idea che questi movimenti possano essere classificati insieme sotto il nome di "esoterismo occidentale" è stata ampiamente ignorata come soggetto di ricerca accademica che è stata sentita come esigenza solo negli ultimi anni del XX secolo ed è stata introdotta da studiosi come Frances Yates e Antoine Faivre.

## Esoterismo come tradizione interiore e segreta
Una definizione adottata da alcuni studiosi intende il termine "esoterismo occidentale" in riferimento alle "tradizioni interiori", che si occupano di una "dimensione spirituale universale della realtà, in contrasto con le tradizioni essoteriche (essoterismo) delle istituzioni religiose e dei sistemi dogmatici delle religioni tradizionali.
Questo uso del termine "esoterico" è più vicino al significato originale della parola, come è stato utilizzato nella tarda antichità, dove è stato applicato a insegnamenti spirituali segreti che sono stati riservati a un'élite specifica e nascosta dalle masse. Di conseguenza, questo uso del termine vede l'"esoterismo occidentale", solo come una variante di un "esoterismo" diffuso in tutto il mondo, che si trova al centro di tutte le religioni e culture del mondo, che rispecchia una realtà esoterica nascosta. 
Nel campo accademico degli studi religiosi coloro che studiano diverse religioni alla ricerca di una dimensione universale, interiore a tutte, appartengono ad una categoria particolare chiamata religionists nei paesi anglofoni. 
Questa definizione accademica di esoterismo è stata fortemente influenzata dalle idee di diversi movimenti esoterici stessi, in particolare dalla Massoneria Martinista e Tradizionalista (ispirata a Louis Claude de Saint-Martin). È stato un termine in voga tra gli accademici francesi nel corso degli anni 80 del ventesimo secolo, che ha esercitato una forte influenza su accademici come Mircea Eliade, Henry Corbin, e sui primi lavori di Faivre. Tali idee "religionist"  hanno anche esercitato un'influenza su studiosi più recenti come Nicholas Goodrick-Clarke e Arthur Versluis.
Ci sono vari problemi con questo approccio per la comprensione dell'esoterismo occidentale. Il più significativo è che esso assume il paradigma che esista oggettivamente un "dimensione esoterica nascosta ed universale della realtà". L'esistenza di questa tradizione interiore universale resta ignota all'indagine scientifica o accademica; Hanegraaff ha pensato perciò di adottare una visione basata su un'idea di "agnosticismo metodologico" dichiarando che "noi semplicemente non sappiamo - e non possiamo sapere" se esista veramente o no. Egli ha osservato che, anche se tale livello di realtà esistesse, esso sarebbe accessibile solo attraverso pratiche spirituali "esoteriche", e quindi non potrebbe essere scoperto o misurato con gli strumenti di ricerca "esoterici", accademici, della scienza.